# Marie Chodounská

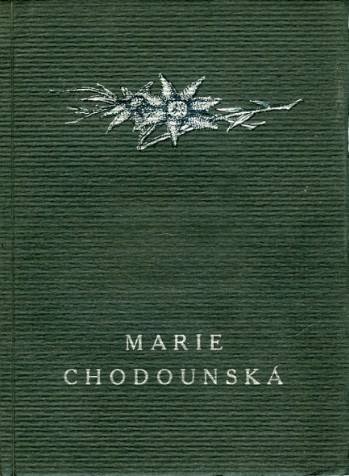
Marie Chodounská - Kritiky a úvahy tiskem vyšlé (1924), kniha byla vydána nákladem autorčiným

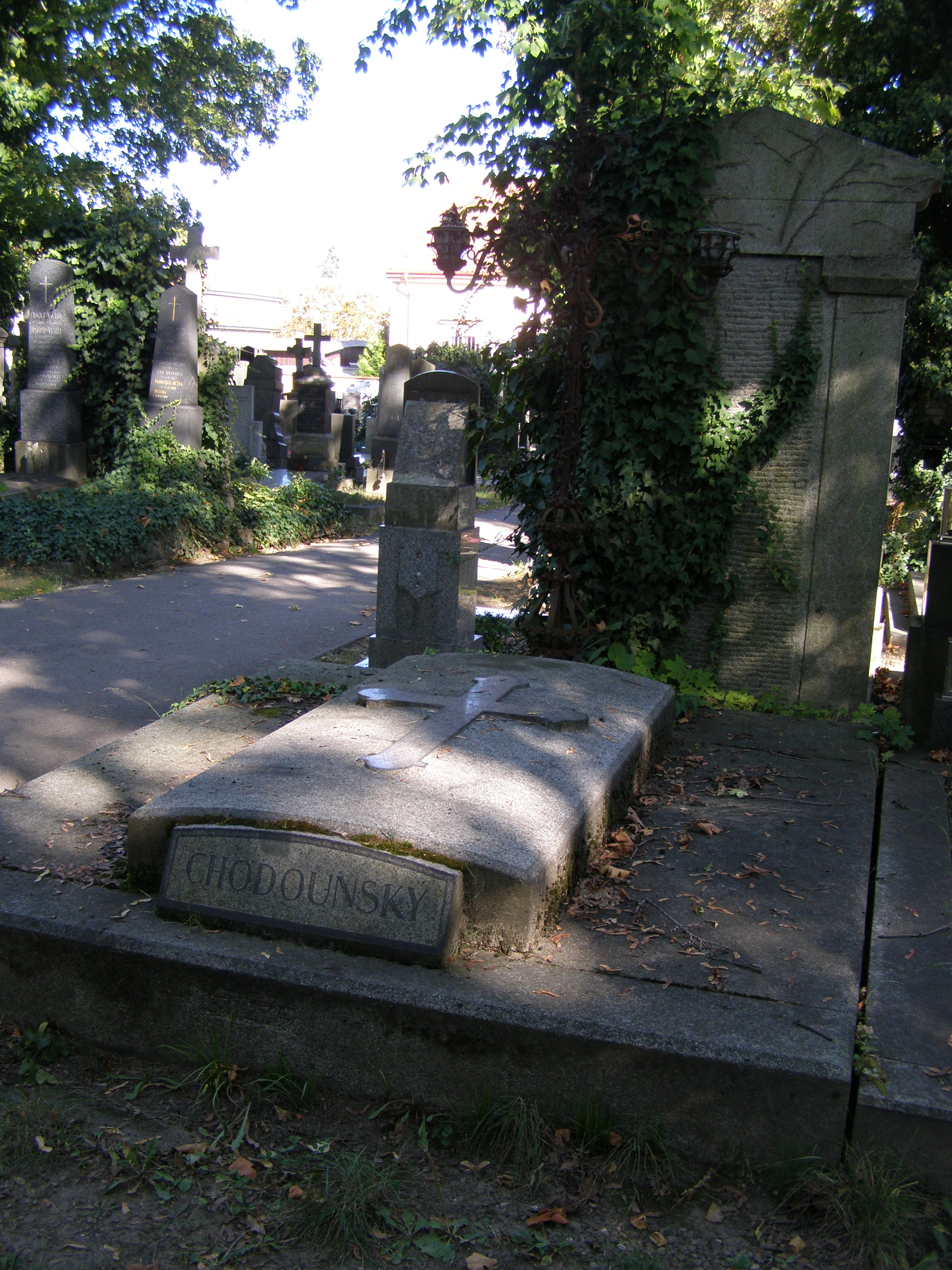
Hrob Karla Chodounského a Marie Chodounské na hřbitově na Malvazinkách

Marie Chodounská (19. srpna 1871 Bílé Poličany – 5. prosince 1922 Praha-Smíchov) byla česká malířka, kreslířka a grafička.

## Život
Narodila se v malé podkrkonošské obci Bílých Poličanech v rodině doktora lékařství Karla Chodounského a jeho manželky Juliány, rozené Chvátalové. Vyrůstala s mladším bratrem Karlem, s nímž měla Marie vřelý sourozenecký vztah. Nedlouho po jejím narození se rodina odstěhovala do Prahy, kde její otec získal práci. Později byla poslána rodiči na léčebný pobyt k příbuzným do jižní Francie, kde se učila francouzsky, věnovala se ručním pracím a vypomáhala v hospodářství. Koncem 80. let 19. století se vrátila do Prahy a v letech 1889–1891 se školila u malíře Karla Liebschera. Později navštěvovala krajinářskou školu Ferdinanda Engelmüllera, kde setrvala do roku 1907. V rámci výuky vyjížděla se spolužáky do plenéru malovat pražské motivy a oblíbené polabské scenerie. Z této doby se kromě krajinek a květinových zátiší dochovaly i olejomalby zachycující průmyslový Smíchov, letohrádek Klamovka nebo Malostranský hřbitov.
Malířka často navštěvovala s otcem a bratrem Slovinsko, kde malovala tamější krajinu a mohutné masivy slovinských alp. Na jedné z výprav do slovinských alp se seznámila s mladým slavistou Ivanem Kunšičem, do kterého se zamilovala. V lednu 1899 však Kunšič náhle vážně onemocněl a krátce poté chorobě podlehl ve vídeňské nemocnici. Úmrtí milované osoby byl jen počátek série citových otřesů, kterými si tehdy musela projít. Její matce bylo krátce poté diagnostikováno závažné psychické onemocnění a o dva roky později tragicky zahynul její mladší bratr Karel. Upnula se zcela k malování, tvořila v přírodě, ale i ve svém smíchovském ateliéru a umělecká kritika její dílo stále lépe přijímala. V roce 1909 se uskutečnila její první souborná výstava v Topičově salonu, která byla velmi úspěšná. Kritika v tehdy nejčtenějším českém deníku výtvarnici označila jako nadprůměrnou a pisatel článku ocenil jak její nadání, tak obdivuhodnou disciplínu. Následně vystavovala v březnu 1917 v Rubešově galerii a za dva roky se zúčastnila výstavy v Obecním domě, kterou pořádal Výtvarný odbor Ústředního spolku českých žen. Její obrazy byly vysoce oceněny a Josef Čapek jí složil poklonu ve své novinové stati. Malovala nejraději krajiny z Alp, Beskyd, Šumavy a také pražské motivy. Pokusila se také o pár grafických listů technikou leptu.
Když byla na vrcholu své tvorby, nastal zlom, za nímž stál její zhoršující se zdravotní stav. V létě roku 1922 u ní byla diagnostikována rakovina, následně byla hospitalizována v pražské nemocnici a operována. Naděje na uzdravení však byla téměř nulová. Marie Chodounská zemřela 5. prosince 1922 a byla pohřbena na smíchovském hřbitově Malvazinky. V roce 1923 byla uspořádána její posmrtná výstava, která se uskutečnila v Domě umělců v Praze.

## Výstavy

### Autorské
- 1909 – Marie Chodounská, Topičův salon, Praha
- 1923 – Marie Chodounská (posmrtná), Rudolfinum, Praha

### Společné
- 1907–1908 – Vánoční výstava českých umělců, Topičův salon, Praha
- 1908–1909 – Česká grafika II., Topičův salon, Praha
- 1918 – Výstava českých umělců ve prospěch pozůstalých po československých legionářích,Topičův salon, Praha
- 1928 – Československé výtvarné umění 1918 - 1928, Brno (Brno-město), Brno

## Galerie

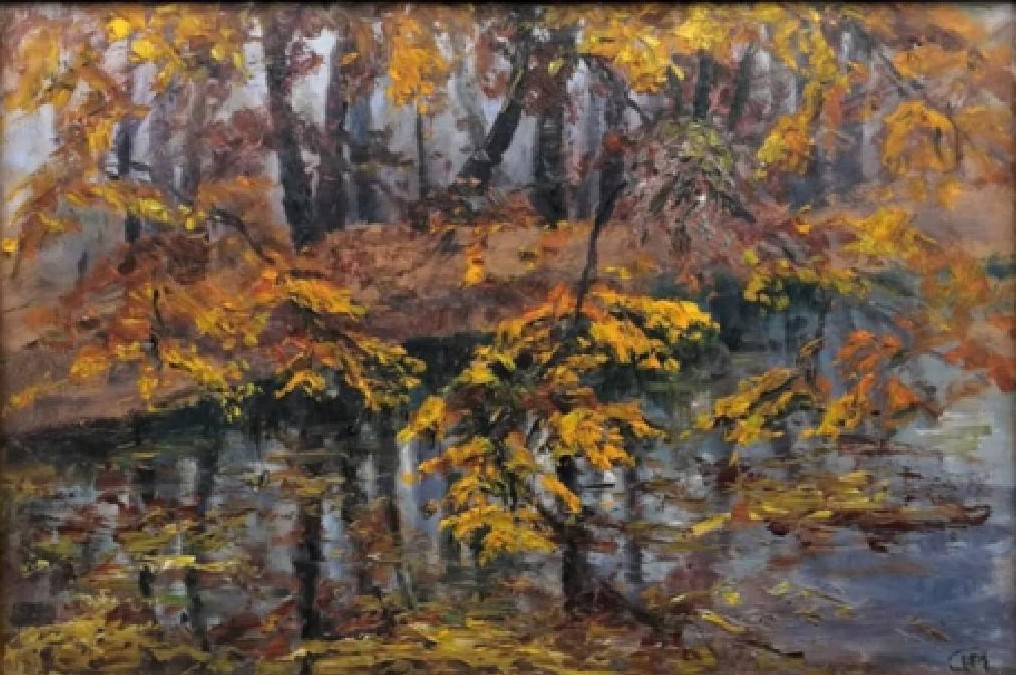
Podzimní jezírko
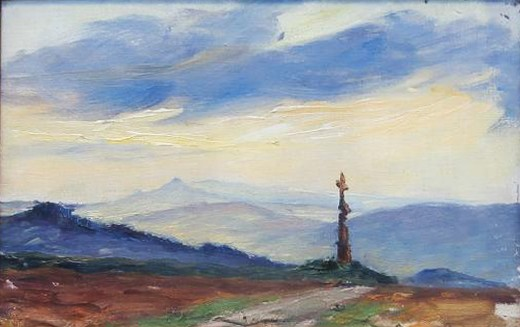
Podvečer v horách
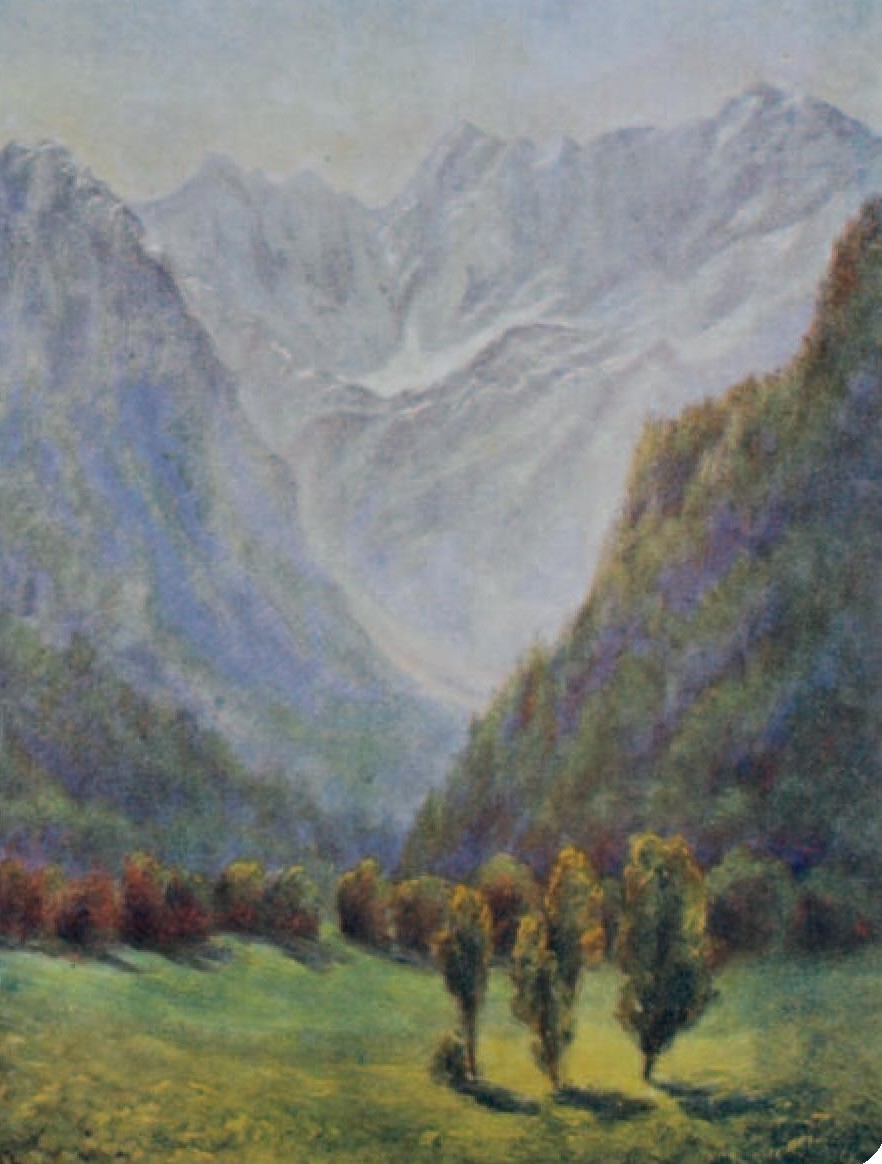
U jezera
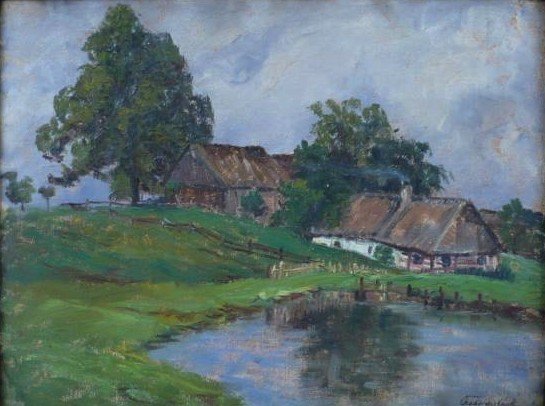
Krajina s rybníkem